# 高爾航空
高爾航空（葡萄牙語：GOL Linhas Aéreas Inteligentes，B3：GOLL3, GOLL4 / ：GOL ）總部設在巴西里约热内卢，目前為巴西第二大航空公司，國內市場市佔率38.6%、國際市場市佔率12.2%，在巴西僅次於巴西南美航空，略為超越藍色巴西航空。高爾航空於2007年3月28日購併前巴西國家航空公司——巴西航空（VARIG）。

## 歷史
高爾航空公司是巴西企業集團GrupoÁurea的子公司，航空公司於2000年成立，並於2001年1月15日開始運營，首條航線為從巴西利亞飛往聖保羅的國內航線，集團總部設於米納斯吉拉斯洲，而該集團在米納斯吉拉斯州還擁有其他運輸業務，包括巴西最大的長途巴士公司。 GrupoÁurea集團由巴西君士坦丁家族所有，家族成員Constantino de Oliveira Júnior負責在公司副總裁David Barioni的身邊管理公司業務。
在2019年波音737 MAX停飛事件獲得解決後，高爾航空於2020年12月9日開始讓同款飛機重新投入服務，成為全球首家復飛同類型客機的航空公司；至於首班開出的航班，為同日的G34104次，從聖保羅飛往阿雷格里港。
2022年5月13日高尔航空和哥伦比亚阿维安卡（AVIANCA）航空宣布合并业务，双方将联合组成阿布拉（ABRA）集团，其总部将设立在英国，阿布拉（ABRA）集团将全资拥有巴西高尔航空（GOL）、哥伦比亚阿维安卡航空（AVIANCA）以及哥伦比亚和秘鲁的维瓦航空（Viva Air）三家航空，并持有智利天空航空（Sky）的股份

## 航點

### 代碼共享
高爾航空與以下航空公司有代碼共享協議：
- 阿根廷航空
- 墨西哥國際航空
- 加拿大航空
- 歐洲航空
- 法國航空
- 意大利航空
- 美國航空[2]
- 哥倫比亞航空[3]
- 巴拿馬航空
- 阿聯酋航空
- 阿提哈德航空
- 荷蘭皇家航空
- 大韓航空
- 卡塔爾航空
- TAP葡萄牙航空
- 維珍航空

## 機隊

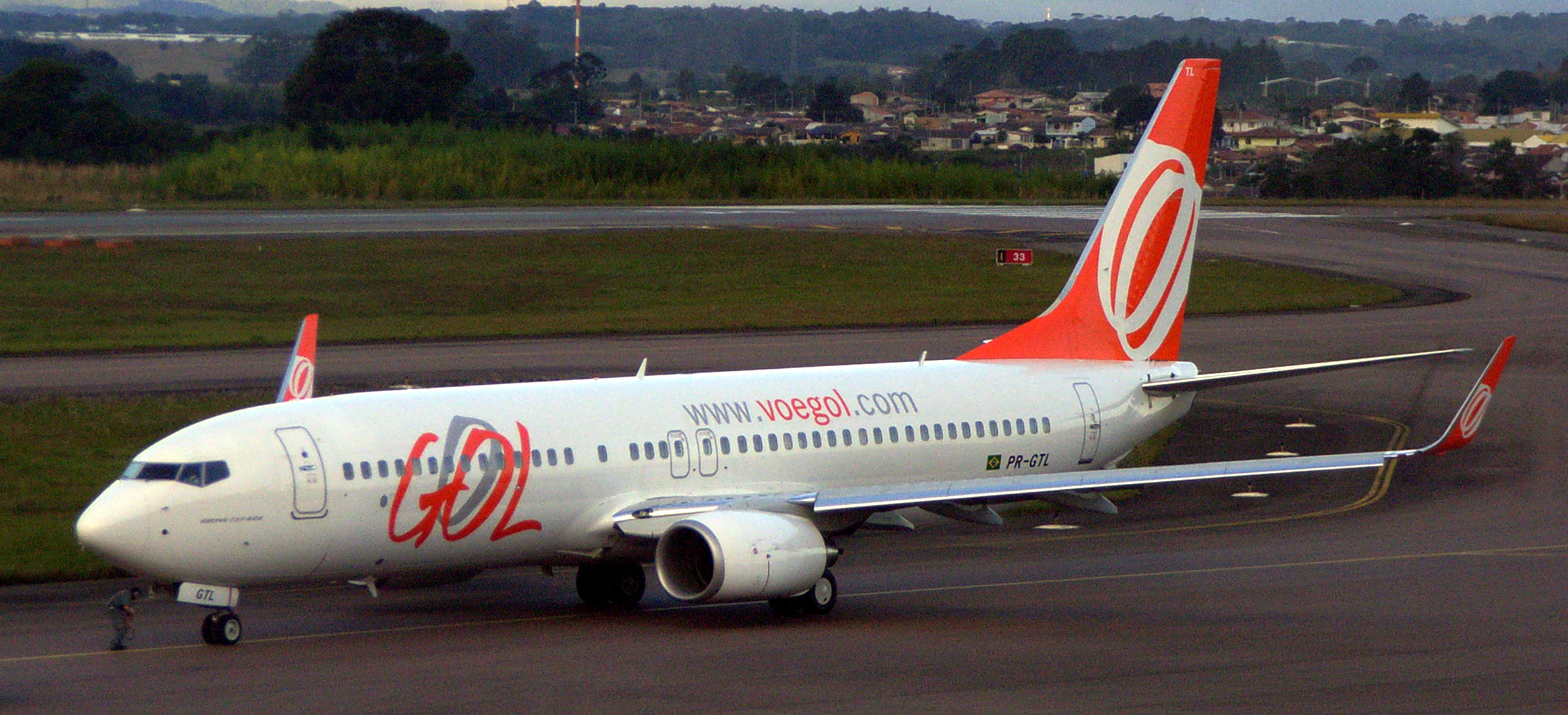
高尔航空波音737

截至2020年8月，高爾航空所擁有的機隊組成如下：

## 事故
- 2006年9月29日，一架波音737-8EH（SFP）在执飞高尔航空1907号班机空难从玛瑙斯飞往巴西利亚时，在马托格罗索州上空与一架准备交付给卓越航空的巴航工业莱格塞600型飞机空中相撞，坠毁于马托格罗索州佩绍图-迪阿泽韦杜市的东侧约200公里距离的热带雨林中。机上机组人员6人，乘客148人，合计154人全部遇难，但莱格塞600成功迫降在Cachimbo空军基地，机上7人无人受伤。这起空难是直到2007年7月17日巴西天马航空3054号班机空难发生前，巴西航空史上死亡人数最多的空难。